# Nieuwkapelle
Nieuwkapelle är en ort i Belgien.   Den ligger i provinsen Västflandern och regionen Flandern, i den västra delen av landet, 110 km väster om huvudstaden Bryssel. Nieuwkapelle ligger 1 meter över havet och antalet invånare är 406.
Terrängen runt Nieuwkapelle är mycket platt. Runt Nieuwkapelle är det ganska tätbefolkat, med 144 invånare per kvadratkilometer.. Närmaste större samhälle är Ypern, 17,6 km söder om Nieuwkapelle. 
Trakten runt Nieuwkapelle består till största delen av jordbruksmark.